# Miguel de Gálvez y Gallardo
Miguel Andrés Luis de Gálvez y Gallardo (* 30. November 1725 in Macharaviaya, Provinz Málaga, Spanien; † 14. Juli 1792 in Gotha, Deutschland) war ein spanischer Adeliger, Beamter, Diplomat und Minister.

## Leben

### Herkunft und Familie
Miguel war der dritte Sohn von Antonio Gálvez y Carbajal und Antonia Gallardo Jurado. Die Familie zählte zum Landadel, war aber verarmt. Er wurde auf den Namen Andrés Luis getauft; erst 1747 setzte er den Vornamen Miguel voran.
Mit dem Tode des Vaters verschlechterte sich die wirtschaftliche Lage der Familie, und die Kinder mussten Ziegen und Schafe hüten, um Geld zu verdienen. Trotz der schwierigen Bedingungen machten mehrere Mitglieder der Familie große Karrieren. Der älteste Bruder, Matías, amtierte als Gouverneur der Kanarischen Inseln und Vizekönig von Neuspanien. José war als General-Visitor von Neuspanien und Kolonialminister für die Konzeption und Umsetzung der bourbonischen Reformen im spanischen Kolonialreich verantwortlich. Der jüngste Bruder, Antonio, schlug eine Militärkarriere ein und brachte es zum Kommandanten der Bucht von Cádiz.

### Ausbildung
Miguel studierte Rechtswissenschaften (vermutlich wie sein Bruder José durch ein Stipendium finanziert) und ging dann an den Hof nach Madrid. König Karl III. machte ihn zum Richter (Alcalde de Casa y Corte).

### Amtszeit in Málaga und Madrid
1776 wurde Miguel zum Regidor (Stadtverwalter) von Málaga ernannt. Während seiner Amtszeit wurden zahlreiche Straßen gepflastert und der Hochwasserschutz durch Überflutungen des Flusses Guadalmedina verbessert.
Auf nationaler Ebene war er als Ratgeber im Handelsstreit mit Frankreich gefragt. Auch gefördert durch den Einfluss seines Bruders José stieg Miguel de Gálvez zum Kriegsrat und Vorsitzenden der Rechtsakademie auf und wurde Postminister. Wie seine drei Brüder wurde er in den Orden Karls III. aufgenommen.

### Diplomatische Missionen
1786 entsandte der Hof ihn als Botschafter an den preußischen Hof in Berlin. Von dort wechselte er nach St. Petersburg in Russland. Er verband seine diplomatischen Aufträge mit Wirtschaftsförderung und sicherte den Absatz spanischer Weine an den Hof Katharina der Großen. 1792 starb Miguel de Gálvez in Gotha.